# یونیس چیباندا
یونیس چیباندا (انگلیسی: Eunice Chibanda؛ زادهٔ ۲۶ مارس ۱۹۹۶) یک بازیکن فوتبال اهل زیمبابوه است.
وی که بازیکن تیم ملی فوتبال بانوان زیمبابوه است به نمایندگی از این کشور در رقابت‌های فوتبال بانوان در بازی‌های المپیک تابستانی ۲۰۱۶ حضور داشت.